# Цыганка (приток Туры)
Цыганка (в верховье Северная Цыганка) — река в Свердловской области России. Протекает вдоль границы Алапаевского и Серовского районов. Устье реки находится в 663 км по левому берегу реки Туры. Длина реки Цыганки составляет 102 км.

## Притоки
(расстояние от устья)
- 23 км: Кочухрайка
- 66 км: Каменка
- 72 км: Пекусова
- 81 км: Нижняя

## Данные водного реестра
По данным государственного водного реестра России, река Цыганка относится к Иртышскому бассейновому округу, речному бассейну Иртыша, речному подбассейну Тобола. Водохозяйственный участок — Тура от истока до впадения реки Тагил.
Код объекта в государственном водном реестре — 14010501212111200005036.